# باشگاه فوتبال رناته
باشگاه فوتبال رناته (انگلیسی: AC Renate) یک باشگاه فوتبال مستقر در رناته، ایتالیا است که در حال حاضر در سری سی ایتالیا، سومین سطح لیگ فوتبال در این کشور به فعالیت می‌پردازد.
آن‌ها بازی‌های خانگی خود را درورزشگاه چیتا دی مدا، مستقر در رناته انجام می‌دهند که به اندازه ۳۰۰۰ صندلی گنجایش پذیرش تماشاگر دارد.
آن‌ها در سال ۱۹۴۷ تأسیس شدند و به علت رنگ پیراهن مشابه با باشگاه فوتبال اینتر میلان لقب مشترکی با آن‌ها دارند؛ نراتزوری که به معنای آبی و مشکی است.

## تاریخچه

### از آغاز تا سال‌های ۲۰۰۰
اتحادیه ورزشی رناته در ۱۹۴۶ توسط گروهی از ساکنان محلی که عاشق فوتبال و طرفدار اینتر بودند، که از آن‌ها رنگ‌های اجتماعی سیاه و آبی را اقتباس کردند، تأسیس شد
در سال ۱۹۶۱ این باشگاه نام خود را به باشگاه فوتبال رناته تغییر داد؛ به ابتکار پیشوای کلیسا، دون پاسکوال زانزی، فهرست بازیکنان با گروهی از جوانان محلی بازسازی شد. به‌طور همزمان، منطقه‌ای از یک معدن سابق خریداری شد تا زمین بازی را گسترش داده و آن را مطابق با استانداردها کند.
پس از یک دوره طولانی حضور در مسابقات منطقه‌ای، در سال ۲۰۰۵ رناته به‌طور تاریخی به سری دی صعود کرد و در آنجا ثبات یافت و سه نجات متوالی را به دست آورد. سطح مسابقات افزایش یافت و در فصل ۲۰۰۸–۲۰۰۹ رناته در جایگاه دوم قرار گرفت و به نیمه‌نهایی پلی‌آف رسید، جایی که توسط باشگاه فوتبال نوچرینا متوقف شد. در فصل بعد، این تیم در جایگاه پنجم قرار گرفت و برای دومین بار متوالی به پلی‌آف راه یافت؛ در مرحله حذفی، رناته ابتدا ۳–۰ آلزانوسن را شکست داد و سپس ۲–۰ دارفو باریو را مغلوب کرد و دوباره به پلی‌آف ملی رسید، جایی که تنها یک پیروزی به دست آورد و در نهایت در جایگاه آخر گروه ۲ قرار گرفت.
نتیجه سال قبل همچنین برای رناته اولین صعود به کوپا ایتالیا را به ارمغان آورد، جایی که در دور اول با نتیجه ۳–۲ مقابل باشگاه فوتبال ترنانا حذف شد.

### سال‌های ۲۰۱۰ و حرفه‌ای‌گری
اگرچه در جایگاه اول برای بازگشت به لیگ نبود، در تابستان ۲۰۱۰ رناته برای ورود به حرفه‌ای‌گری آماده شد: با توجه به بسیاری از انصراف‌ها، در تاریخ ۴ اوت ۲۰۱۰ شورای فدراسیون به‌طور رسمی بازگشت این تیم به لیگا پرو سکوندا دیویسیونه را تأیید کرد و آن‌ها را به گروه A تخصیص داد. ابعاد کوچک استادیوم ماریو ریبولدی شهر رناته، که با معیارهای ساختاری لیگ حرفه‌ای ایتالیا مطابقت نداشت، تیم را مجبور به انتقال زمین خانگی خود به استادیوم شهرداری مدا (چیتا دی مدا) شهری نزدیک رناته کرد.
در تاریخ ۱۳ اکتبر ۲۰۱۰، پس از هفت هفته مسابقه و با تنها سه امتیاز در جدول که نشان‌دهنده جایگاه موقت پیش از آخر بود، مربی جولیانو دل‌اورتو برکنار گردید و سیمونه بولدینی جایگزین او شد که موفق شد تیم بریانزولا را احیا کند و آن را به صعود در جدول برساند تا به پلی‌آف راه یابد، جایی که در نیمه‌نهایی مقابل باشگاه فوتبال فرالپیسالو شکست خورد.
بعدتر، تحت هدایت مربی جدید اسکار مگونی، تیم به راحتی دو هفته پیش از پایان لیگ بقای خود را قطعی کرد، در حالی که در فصل بعد با کسب جایگاه ششم به پلی‌آف راه یافت؛ مسیر آن‌ها در نیمه‌نهایی به دست باشگاه فوتبال ونتزیا متوقف شد.
در فصل ۲۰۱۴–۲۰۱۳، تیم در جایگاه دوم قرار گرفت و حق بازی (برای اولین بار در تاریخ خود) در سری سی ایتالیا را به دست آورد.
پس از دو فصل که با بقا به پایان رسید، در ۲۰۱۷–۲۰۱۶ و ۲۰۱۸–۲۰۱۷، پلنگ‌ها، که ابتدا زیر نظر لوچیانو فوسکی و سپس روبرتو سوولی بودند، دو بار در منطقه پلی‌آف قرار گرفتند (در مورد دوم حتی برای مدت کوتاهی در صدر جدول گروه خود بودند)، اما همیشه در دور اول حذف شدند.
فصل ۲۰۱۹–۲۰۱۸ سری سی برای پلنگ‌ها دشوارتر بود، جایی که آن‌ها دو بار مربی خود را تغییر دادند (اول اسکار بروی کار را شروع کرد بعد گیائوچینو آدامو و سپس آیمو دیانا) سکان کار را در اختیار گرفتند و به‌طور مداوم در قسمت پایین جدول قرار داشتند: نجات از سقوط در آخرین روز فصل حاصل شد، به دلیل جایگاه چهارم از انتها هم امتیاز با باشگاه فوتبال ریمینی ۱۹۱۲ (که به دلیل شکست در دیدار مستقیم، رمینی مجبور به بازی در پلی‌آف سقوط شد).
دیانا، که در سمت خود ابقا شد، رناته را در میان تیم‌های برتر گروه آ برای فصل ۲۰۲۰–۲۰۱۹ قرار داد: جایگاه سوم در پایان فصل (که به دلیل شیوع کووید-۱۹ در آوریل ۲۰۲۰ زودتر از موعد متوقف شد) بهترین نتیجه در تاریخ باشگاه بود. «مسیر» بعدی در پلی‌آف صعود، که در ماه ژوئیه پس از پایان قرنطینه ملی آغاز شد، در مسابقه تک حذفی دور هشتم نهایی مقابل باشگاه فوتبال نووارا به پایان رسید.
سال بعد نیز سری سی شاهد حضور پلنگ‌های سیاه و آبی، که همچنان تحت هدایت دیانا بودند، در بالای جدول گروه خود بود؛ آن‌ها برای چندین هفته حتی در صدر قرار داشتند؛ سپس بازگشت باشگاه فوتبال کومو و باشگاه فوتبال الساندریا آن‌ها را به تکرار جایگاه سوم که یک سال قبل به دست آورده بودند، رساند و به پلی‌آف ملی راه یافتند. پلنگ‌ها در دور اول باشگاه فوتبال متلیکا را حذف کردند و سپس تا آخرین لحظه با باشگاه فوتبال پادوا برای صعود به نیمه نهایی رقابت کردند: شکست ۳–۱ در بازی رفت با پیروزی مشابه در بازی برگشت جبران شد، اما این نتیجه به دلیل جایگاه بهتر در جدول به ونتوها اجازه صعود داد.
در تابستان ۲۰۲۱ آیمو دیانا به باشگاه فوتبال رجینا منتقل شد؛ پس از یک دوره که نیمکت به فرانچسکو پاراویچینی سپرده شد، در پایان ماه اوت، روبرتو سوولی دوباره استخدام شد و او موفق شد پلنگ‌ها را در صدر گروه خود نگه دارد.